# Gmina Stawiszyn
Die Gmina Stawiszyn ist eine Stadt-und-Land-Gemeinde im Powiat Kaliski der Woiwodschaft Großpolen in Polen mit mehr als 7000 Einwohnern. Ihr Sitz ist die gleichnamige Stadt mit etwa 1450 Einwohnern.

## Gliederung
Zur Stadt-und-Land-Gemeinde gehören neben der Stadt Stawiszyn 14 Dörfer mit einem Schulzenamt:
Długa Wieś Pierwsza (Langenort)
Długa Wieś Druga
Długa Wieś Trzecia
Nowy Kiączyn (Stockenfelde)
Petryki (Nassenheide)
Piątek Mały (1943–1945 Kleinfreienhalde)
Piątek Mały-Kolonia
Piątek Wielki (1943–1945 Freienhalde)
Pólko-Ostrówek
Werginki
Wyrów
Zbiersk (Zbiersk, 1943–1945 Vorwalde)
Zbiersk-Cukrownia
Zbiersk-Kolonia
Weitere Ortschaften der Gemeinde sind Łyczyn, Miedza, Stary Kiączyn und Złotniki Małe-Kolonia.